# Сфера Хилла

Контурами изображены эффективные гравитационные потенциалы системы двух тел (на рисунке — Солнце и Земля) и центробежные силы во вращающейся системе координат, в которой Земля и Солнце остаются неподвижны. Сферы Хилла — ограниченные кругами области вокруг Солнца и Земли.

Сфера Хилла — в первом приближении — пространство вокруг астрономического объекта (например, планеты), в котором он способен удерживать свой спутник, несмотря на притяжение объекта, вокруг которого обращается сам (например, звезды). В свою очередь, у спутника есть собственная сфера Хилла, и любой объект в её пределах будет стремиться стать спутником спутника, а не планеты. Таким образом, сфера Хилла описывает сферу гравитационного влияния тела на более мелкие тела с учётом пертурбаций, возникающих под воздействием более массивного тела.
Сфера Хилла располагается между точками Лагранжа L1 и L2, лежащими на прямой, соединяющей центры двух тел. В этом направлении область гравитационного влияния подчинённого тела меньше всего, и это ограничивает размер сферы Хилла. За пределами этого расстояния орбита любого третьего тела, обращающегося вокруг подчинённого тела, будет частично пролегать за пределами сферы Хилла, и поэтому будет всё больше и больше подвергаться возмущению приливными силами центрального тела. В конечном итоге подчинённый объект перейдёт на орбиту центрального тела.
Для двух тел массами {\displaystyle m} и {\displaystyle M} ({\displaystyle m\ll M}) радиус сферы Хилла рассчитывается следующим образом: {\displaystyle r\approx a{\sqrt[{3}]{\frac {m}{3(M+m)}}}}, где {\displaystyle a} — большая полуось орбиты менее массивного тела.

## История термина
Понятие данной сферы впервые было определено американским астрономом Джорджем Уильямом Хиллом на основе работ французского астронома Эдуарда Роша; по этой причине в англоязычной литературе также используется термин «сфера Роша» (англ. Roche sphere). Не следует путать этот термин с похожими полость Роша и предел Роша. Предел Роша — это радиус круговой орбиты спутника, обращающегося вокруг небесного тела, на котором приливные силы, вызванные гравитацией центрального тела, равны силам самогравитации спутника и, таким образом, начинают разрывать его на части. Полость Роша — это область вокруг звезды в двойной системе, в которой для пробного тела, находящегося в этой области, притяжение звезды, находящейся в полости Роша, преобладает и над притяжением звезды-компаньона, и над центробежной силой.

## Пример определения сферы
Можно проиллюстрировать сферу Хилла на частном примере — Юпитер, обращающийся вокруг Солнца. Для каждой точки пространства можно высчитать сумму следующих трёх сил:
- гравитационное притяжение Солнца,
- гравитационное притяжение Юпитера,
- центробежная сила, воздействующая на частицу в данной точке, обращающуюся вокруг Солнца с той же частотой, что и Юпитер.

Сферой Хилла для Юпитера будет наибольшая сфера с центром в Юпитере, в пределах которой сумма этих трёх сил всегда направлена к Юпитеру. В более общих терминах, это сфера вокруг подчинённого тела, обращающегося вокруг главного тела, в которой результирующая сила является центростремительной силой, направленной к подчинённому телу. Таким образом, в данном примере сфера Хилла описывает внешнюю границу, на которой более мелкие объекты, такие как спутники планет или искусственные спутники, могут находиться на стабильной орбите вокруг Юпитера, а не перейти на эллиптическую орбиту вокруг Солнца.
Сфера Хилла Солнца (внешняя граница облака Оорта) имеет радиус около 2 световых лет.